# Ficimia
Ficimia (Гачконоса змія) — рід змій родини полозових (Colubridae). Представники цього роду мешкають в США, Мексиці і Центральній Америці.

## Опис
Гачконосі змії — невеликі змії довжиною до 13-28 см. Вони мають переважно сіре або оливково-зелене забарвлення, на спині у них коричневі або чорні плями, нижня частина тіла кремова. Кінець морди у них виразно направлений догори, як у свиноносих змій з роду Heterodon. Він використовується для риття нір в пухкому піщаному ґрунті. Спина луска гладка (у Heterodon кілеподібна), анальна пластинка розділена.
Гачконосі змії живуть в різноманітних природних середовищах, від напівпустель до лісів. Вони живляться переважно павуками і багатоніжками. Самиці відкладають яйця. Гачконосі змії є отруйними, однак їх отрута не становить значної небезпеки для людей.

## Види
Рід Ficimia нараховує 7 видів:
- Ficimia hardyi Mendoza-Quijano & H.M. Smith, 1993
- Ficimia olivacea Gray, 1849
- Ficimia publia Cope, 1866
- Ficimia ramirezi H.M. Smith & Langebartel, 1949
- Ficimia ruspator H.M. Smith & Taylor, 1941
- Ficimia streckeri Taylor, 1941
- Ficimia variegata (Günther, 1858)